# Zličín
Zličín – część Pragi. W 2005 zamieszkiwało ją 3 236 mieszkańców.
Na jej terenie znajduje się Cmentarz Zličínski.